# Juan Carlos Sánchez Martínez
Juan Carlos Sánchez Martínez (Calvià, 27 juli 1987) - alias Juan Carlos - is een Spaans voetballer die dienstdoet als doelman. Hij verruilde in juli 2015 Villarreal voor Albacete Balompié.
Juan Carlos stroomde door vanuit de jeugd van Villarreal en maakte op 13 april 2008 zijn debuut in het eerste elftal. Hij viel in tijdens een wedstrijd tegen UD Almería in de Primera División, nadat Diego López rood kreeg. Vanaf dat moment was hij derde doelman achter López en Sebastián Viera. In het seizoen 2010/11 debuteerde hij in de UEFA Europa League. In het seizoen 2011-12 werd Juan Carlos verhuurd aan Elche CF, op dat moment actief in de Segunda División A. Hiervoor speelde hij dat seizoen 38 competitiewedstrijden.
Nadat Villareal in 2012 ook in de Segunda División kwam te spelen, werd Juan Carlos er eerste doelman. Tijdens het seizoen 2012/13 speelde hij 32 wedstrijden en verdiende hij met zijn ploeg middels een tweede plaats promotie naar de Primera División. Vanaf dat moment moest hij zijn plaats weer afstaan. In de volgende twee seizoenen deed hij nog acht competitiewedstrijden mee.
Juan Carlos verliet Villarreal in juli 2015 definitief en tekende bij Albacete Balompié, de nummer veertien van de Segunda División in het voorgaande seizoen.